# Advanced Aeromarine Carrera
Pour les articles homonymes, voir Carrera.
L‘Advanced Aeromarine Carrera est un ULM biplace côte à côte, monoplan à aile haute et moteur arrière, de construction tubulaire entoilée. Il a été commercialisé en kit pour les constructeurs amateurs.
Développé dans les années 1990 par Advanced Aeromarine, il a aussi été commercialisé par Advanced Aviation et Arnet Pereyra Inc. Cet appareil a donné naissance au Keuthan Sabre (en).